# Bactrocera biguttata
Bactrocera biguttata
 es una especie de díptero que Bezzi describió por primera vez en 1916. Bactrocera biguttata pertenece al género Bactrocera de la familia Tephritidae.